# Anapausis irritata
Anapausis irritata är en tvåvingeart som beskrevs av Cook 1971. Anapausis irritata ingår i släktet Anapausis och familjen dyngmyggor. Inga underarter finns listade i Catalogue of Life.